# گراهام واردل
گراهام واردل (انگلیسی: Graham Wardle؛ زادهٔ ۶ سپتامبر ۱۹۸۶) هنرپیشه، فیلمساز و عکاس اهل کانادا است که بیشتر در نقش «تای بوردن» در سریال درام مزرعه قلب‌ها شناخته شده‌است.

## زندگی‌نامه
واردل در میشن، بریتیش کلمبیا زاده شد، او به همراه والدین و ۵ خواهر و برادرش در نزدیکی شهر ونکوور زندگی می‌کردند و فارغ‌التحصیل دانشگاه Capilano هست. وی در برنامه‌های مختلف تلویزیونی از جمله «خانواده جدید آدامز»، «زندگی همان‌طور که می‌دانیم» و «سوپرنچرال» ظاهر شد.

## حرفه
واردل در سال ۲۰۰۷ در فیلم در «سرزمین زنان» به همراه مگ رایان و آدام برودی حضور داشته. وی در همین سال برای ایفای نقش اصلی به عنوان «تای بوردن» در سریال مزرعه قلب‌ها شبکه سی‌بی‌سی انتخاب شد. واردل تقریباً در تمام قستمهای مزرعه قلب‌ها و همچنین در سال ۲۰۱۰ در فیلم «مزرعه قلب‌ها کریسمس» حضور داشته وی در سال ۲۰۰۹ و ۲۰۱۰ برای قسمت‌های «پایان» و «دروازه شروع» نامزد دریافت جایزه لیو شد.

## فیلم‌شناسی
| سال         | عنوان                     | نقش                    | توضیحات                                                                                |
| ----------- | ------------------------- | ---------------------- | -------------------------------------------------------------------------------------- |
| ۲۰۱۳        | چراغهای سرد               | سام راس                | فیلم                                                                                   |
| ۲۰۱۳        | قبر هالووین               | کایل                   |                                                                                        |
| ۲۰۰۵ / ۲۰۱۳ | سوپرنچرال                 | تامی کالینز            | قسمت(ها) "وندیگو"                                                                      |
| ۲۰۰۷–۲۰۲۱   | مزرعهٔ قلب‌ها               | تای بوردن              | سریال تلویزیونی: نقش اصلی نامزد جایزه لیو برای نقش مرد سریال دراماتیک ۲۰۰۹، ۲۰۱۰، ۲۰۱۲ |
| ۲۰۱۲        | دوست من                   | مشتری فروشگاه سخت‌افزار | فیلم                                                                                   |
| ۲۰۱۰        | مزرعه قلب‌ها: کریسمس       | تای بوردن              | فیلم                                                                                   |
| ۲۰۰۹        | روز پیش                   | کریس                   | فیلم                                                                                   |
| ۲۰۰۸        | آن یک شب                  | دنی مک کاب             | فیلم                                                                                   |
| ۲۰۰۷        | طوفان آنا                 | ست کوربین              | سریال تلویزیونی                                                                        |
| ۲۰۰۷        | در سرزمین زنان            | گیب فولی               | فیلم                                                                                   |
| ۲۰۰۶        | فروافتاده                 | جاک                    | سریال تلویزیونی                                                                        |
| ۲۰۰۶        | مانند مایک ۲: توپ خیابانی | بولی                   | فیلم                                                                                   |
| ۲۰۰۵        | قاتل باش                  | رابرت یورک هاید        | فیلم                                                                                   |
| ۲۰۰۴        | زندگی همان‌طور که می‌دانیم  | آدام کیتیس             | سریال تلویزیونی - قسمت: "The Best Laid Plans"                                          |
| ۲۰۰۱        | محدودیت‌های بیرونی         | مرد                    | سریال تلویزیونی - قسمت: "Family Values"                                                |
| ۲۰۰۰        | راتز                      | تاد                    | فیلم                                                                                   |
| ۱۹۹۹        | خانواده جدید آدامز        | بیف                    | سریال تلویزیونی - قسمت: "Fester the Marriage Counselor"                                |
| ۱۹۹۸        | نگهبان                    | هارون جوان             | سریال تلویزیونی - قسمت: "Remembrance"                                                  |